# 尘埃解
在广义相对论中，尘埃解（英文：dust solution）是爱因斯坦场方程的一个精确解。这一解所对应的引力场完全由质量、动量和拥有正的密度但压强为零的理想流体的应力密度所产生。尘埃解是广义相对论的流体解中最为重要的特殊情形。
尘埃解中零压强的理想流体可以理解成一组互相之间只有引力相互作用的尘埃粒子的模型。因此，尘埃解常被用于宇宙学中的一些理想宇宙模型中，在其中尘埃粒子可作为星系、星系团和超星系团的高度理想化模型。在天体物理学中，尘埃解被用于引力坍缩的模型。此外，如果将恒星抽象成真空中的一个流体球，则尘埃解可以用于描述大质量物体周围的吸积盘。

## 数学定义
相对论性零压强流体的应力-能量张量可以写成
{\displaystyle T^{\mu \nu }=\rho U^{\mu }U^{\nu }}
其中
- 尘埃粒子的世界线是4-速度{\displaystyle U^{\mu }}的积分曲线
- 质量密度由标量函数{\displaystyle \rho }给出

## 特征值
尘埃解中爱因斯坦张量的特征多项式
{\displaystyle \chi (\lambda )=\lambda ^{4}+a_{3}\,\lambda ^{3}+a_{2}\,\lambda ^{2}+a_{1}\,\lambda +a_{0}}
必须具有以下形式
{\displaystyle \chi (\lambda )=\left(\lambda -8\pi \mu \right)\,\lambda ^{3}}
将上式展开，我们可以发现，特征多项式的系数必须满足以下三个代数独立（且不变）的条件
{\displaystyle a_{0}\,=a_{1}=a_{2}=0}
使用牛顿恒等式，考虑其根（也就是特征值）的幂次之和，也即爱因斯坦张量的幂次的迹，这些条件便变成
{\displaystyle t_{2}=t_{1}^{2},\;\;t_{3}=t_{1}^{3},\;\;t_{4}=t_{1}^{4}}
在张量记号（tensor gymnastics notation）下，利用数量曲率，这可以被写成
{\displaystyle {G^{a}}_{a}=-R}
{\displaystyle {G^{a}}_{b}\,{G^{b}}_{a}=R^{2}}
{\displaystyle {G^{a}}_{b}\,{G^{b}}_{c}\,{G^{c}}_{a}=-R^{3}}
{\displaystyle {G^{a}}_{b}\,{G^{b}}_{c}\,{G^{c}}_{d}\,{G^{d}}_{a}=R^{4}}
这一特征值判别法有时在寻找尘埃解时非常有用，因为它显示，只有极少的伪黎曼流形可能承认尘埃解作为一个解释。